# Río Turco
Der Río Turco (auch: Collpa Jahuira) ist ein Fluss im Departamento Oruro im Hochland des südamerikanischen Anden-Staates Bolivien.
Der Río Turco entspringt 23 Kilometer oberhalb der Ortschaft Turco westlich des Höhenzuges der Serranía de Huayllamarca im Municipio Turco in der Provinz Sajama. Der Fluss fließt auf den ersten fünf Kilometern in östlicher Richtung, biegt dann in Richtung Südosten ab und fließt dann in seinem weiteren Verlauf in südlichen Richtungen. Nennenswerte Nebenflüsse in seinem Verlauf sind aus nordwestlicher Richtung kommend der Río Pumiri und der Río Cosapa. Nach insgesamt 93 Kilometern mündet der Río Turco im Municipio Escara in der Provinz Litoral in den Río Lauca. Der Río Lauca mündet im weiteren Verlauf in den abflusslosen Salzsee Salar de Coipasa, dem zweitgrößten Salzsee Boliviens. Dieser liegt auf dem bolivianischen Altiplano auf einer mittleren Höhe von 3680 m.